# Didi Julià
Didi Julià (nascut potser el 133 o el 137 i mort l'any 193) va ser emperador durant dos mesos el 193. Inicialment es deia Marc Didi Salvi Julià (Marcus Didius Salvius Julianus), i més tard se'l va conèixer amb el nom de Marc Didi Sever Julià (Marcus Didius Severus Julianus i Marc Didi Còmmode Sever Julià (Marcus Didius Commodus Severus Julianus). Era d'origen milanès, fill de Petroni Didi Sever i de Clara Emília, i net (o besnet) de Salvi Julià el cèlebre jurista del temps d'Hadrià.
El va educar Domícia Lucil·la la mare de Marc Aureli. Va seguir la carrera de les magistratures des de molt jove i va ser qüestor, edil curul i pretor. Va tenir el comandament d'una legió a Germània i després el govern de la Gàl·lia Belga on va reprimir una revolta dels caucs (chauci) mèrit pel qual va ser nomenat cònsol l'any 175.
Després es va distingir a les campanyes contra els cats, i nomenat governador de Dalmàcia i de la Germània Inferior, va dirigir després un comissariat a Itàlia. Acusat d'haver conspirat contra Còmmode, el van jutjar i en va sortir absolt. Llavors va ser nomenat governador de Bitínia i cònsol per segona vegada el 179 junt amb Pertinax, al qual va succeir com a procònsol d'Àfrica. D'aquesta província l'emperador el va cridar a Roma i el va nomenar praefectus vigilum.
Mort Pertinax, els pretorians van treure a subhasta l'imperi. Tit Flavi Sulpicià (Titus Flavius Sulpicianus), prefecte de la ciutat i sogre de Pertinax, que estava amb les tropes, va oferir una gran quantitat de diners pel càrrec. L'oferta final de Sulpicià era de vint mil sestercis per cap, però Didi que era a les portes del campament, en va prometre vint-i-cinc mil i els pretorians li van donar la corona. El senat romà el va haver de ratificar el 28 de març del 193. El poble el va acollir amb insults, i cops de pedra. La seva dona Mànlia Escantil·la, i la filla Dídia Clara, van rebre el títol d'Augustes.
Pescenni Níger a Síria, Septimi Sever a Pannònia i Clodi Albí a Britànnia, cadascun amb tres legions, van acabar revoltats. Didi es va concentrar en la lluita contra Sever, el més proper, però aquest es va aliar amb Albí (al que va reconèixer com a Cèsar) i va avançar cap a Ravenna que va ocupar i es va apoderar de la flota. Llavors va derrotar Tul·li Crispí, el prefecte pretorià i va obtenir el suport d'antics partidaris de Didi.
Mancat de suports, Didi va oferir a Septimi compartir el tron però aquest no va acceptar l'oferta. Els mateixos pretorians per mitjà del cònsol Sili Messalla, van negociar el reconeixement de Septimi Sever pel senat l'1 de juny del 193 i la condemna a mort de Didi Julià.
Didi, abandonat per tots menys pels prefectes i pel seu gendre Repentí, va morir assassinat (decapitat) a palau per un soldat ras. Tenia 61 anys.